# Anna Wang
Św. Anna Wang (chiń. 王安納) (ur. 1886 r. w Majiazhuang, Hebei w Chinach – zm. 22 lipca 1900 r. tamże) – święta Kościoła katolickiego, męczennica.
Rodzice Anny Wang byli chrześcijanami, pochodziła z bardzo biednej rodziny. Gdy miała 5 lat zmarła jej matka. W wieku 11 lat chciano wydać ją za mąż za katolika z wioski Gi, jednak ona się na to nie zgodziła.
Podczas powstania bokserów w Chinach doszło do prześladowania chrześcijan. 21 lipca 1900 r. powstańcy aresztowali katolików z powiatu Wei w prowincji Hebei. Pierwszy został zabity Józef Wang Yumei, przywódca katolików we wsi. Pozostali (wśród których byli Łucja Wang Wang, Anna Wang i Andrzej Wang Tianqing), zostali zamknięci na klucz. Następnego dnia dano im wybór, że albo wyprą się wiary, albo zginą. Jej macocha wyrzekła się wiary i chciała do tego skłonić Annę Wang. Wszyscy oni zostali zabici po odmowie apostazji.
Dzień jej wspomnienia to 9 lipca (w grupie 120 męczenników chińskich).
Została beatyfikowana 17 kwietnia 1955 r. przez Piusa XII w grupie Leona Mangin i 55 Towarzyszy. Kanonizowana w grupie 120 męczenników chińskich 1 października 2000 r. przez Jana Pawła II.